# Olympiska sommarspelen för ungdomar 2014
Olympiska spelen för ungdomar 2014 var de andra olympiska sommarspelen för ungdomar, ett stort multisportevenemang som arrangerades i Nanjing, Kina mellan 16 och 28 augusti 2014. Nanjing valdes den 10 februari 2010 och vann med 47 röster mot Poznań, Polens 42 röster. Guadalajara, Mexiko skulle vara med att söka olympiska sommarspelen 2014 men de drog ur sig om att få sommarspelen 2014 den 22 januari 2010.

## Röstningsprocess
IBU fastställde Nanjing som arrangörsort den 10 februari 2010, under IOK:s session i Vancouver.
| Stad    | Land  | Röster |
| Nanjing | Kina  | 47     |
| Poznań  | Polen | 42     |

## Sporter[3]
| - Beachvolleyboll - Badminton - Basket - Bordtennis - Boxning - Brottning - Bågskytte - Cykelsport | - Fotboll - Friidrott - Fäktning - Golf - Gymnastik - Handboll - Judo | - Kanotsport - Landhockey - Modern femkamp - Ridsport - Rodd - Rugby - Segling | - Simning - Simhopp - Skytte - Taekwondo - Tennis - Triathlon - Tyngdlyftning |

## Tävlingsplatser
Alla tävlingar genomförs kring staden Nanjing.
På Nanjing Olympic Sports Center hölls öppnings- och avslutningsceremonin.
| Område    | Plats                                   | Bild | Sporter                                              |
| --------- | --------------------------------------- | ---- | ---------------------------------------------------- |
| Gulou     | Longjiang Gymnasium                     |      | Judo, wrestling                                      |
| Gulou     | Wutaishan Sports Center                 |      | Basket, fotboll, bordtennis                          |
| Jiangning | Fangshan Sports Training Base           |      | Bågskytte, skjutning                                 |
| Jiangning | Jiangning Sports Center                 |      | Fotboll, handboll                                    |
| Jiangning | Jinniu Lake Sailing Venue               |      | Segling                                              |
| Jianye    | Nanjing International Expo Center       |      | Boxning, fäktning, femkamp, taekwondo, tyngdlyftning |
| Jianye    | Nanjing Olympic Sports Center           |      | Friidrott, gymnastik, femkamp                        |
| Pukou     | Laoshan National Forest Park            |      | Cykling                                              |
| Pukou     | Youth Olympic Sports Park               |      | Beachvolleyboll, cykling, landhockey, rugby          |
| Xuanwu    | Nanjing Sport Institute                 |      | Badminton, tennis                                    |
| Xuanwu    | Nanjing International Exhibition Center |      | Rytteri                                              |
| Xuanwu    | Xuanwu Lake                             |      | Triathlon, Paddling, rodd                            |
| Xuanwu    | Zhongshan International Golf Club       |      | Golf                                                 |

## Medaljtabell
Medaljfördelning, topp 10
      Värdnation (Kina)
| Pl. | Nation          | Guld | Silver | Brons | Totalt |
| --- | --------------- | ---- | ------ | ----- | ------ |
| 1   | Kina            | 38   | 13     | 14    | 65     |
| 2   | Ryssland        | 27   | 19     | 11    | 57     |
| —   | Kombinationslag | 13   | 12     | 14    | 39     |
| 3   | USA             | 10   | 5      | 7     | 22     |
| 4   | Frankrike       | 8    | 3      | 9     | 20     |
| 5   | Japan           | 7    | 9      | 5     | 21     |
| 6   | Ukraina         | 7    | 8      | 8     | 23     |
| 7   | Italien         | 7    | 8      | 6     | 21     |
| 8   | Ungern          | 6    | 6      | 11    | 23     |
| 9   | Brasilien       | 6    | 6      | 1     | 13     |
| 10  | Azerbajdzjan    | 5    | 6      | 1     | 12     |